# Thulcandra
I Thulcandra sono un gruppo musicale black/death metal originario della Germania.
Il loro nome deriva dal titolo di un demo della band black metal norvegese Darkthrone, a sua volta ispirato da un racconto di fantascienza del 1938 di C. S. Lewis Lontano dal pianeta silenzioso: in cui il nostro pianeta veniva chiamato Thulcandra.

## La Storia
La band venne formata nel 2003 dai chitarristi Steffen Kummerer (Obscura) e Jürgen Zintz. Poco tempo dopo aver registrato il demo intitolato Perishness Around Us, Zintz si suicidò e il gruppo venne sciolto. Nel 2008 Kummerer decise che era venuto il tempo di registrare qualcosa di nuovo con lo stesso nome, riformò la band con nuovi componenti e, nel giro di cinque anni, riuscì a pubblicare ben tre album in studio tramite un accordo con la Napalm Records. Recentemente alcuni componenti attorno al leader-fondatore sono cambiati.

## Stile ed influenze
Come dichiarato dallo stesso Steffen Kummerer, le peculiarità del sound del gruppo derivano principalmente dalla scena black/melodic death metal svedese dei primi anni '90. Quella capitanata dai vari Dissection, Sacramentum, Unanimated.

## Formazione

### Formazione attuale
- Steffen Kummerer – chitarra, voce (2003-2005, 2008-presente)
- Erebor – batteria (2014-presente)
- M. Delastik – chitarra (2017-presente)
- Carsten Schorn – basso (2020-presente)

### Ex componenti
- Jürgen Zintz – batteria (2003-2005)
- Tobias Ludwig – basso (2008-2017)
- Sebastian Ludwig – chitarra (2008-2017)
- Seraph – batteria (2012-2014)

### Ex turnisti
- Hannes Grossmann – batteria
- Seraph – batteria (2008-2012)
- Erebor – batteria (2014)

## Discografia

### Album in studio
- 2010 - Fallen Angel's Dominion
- 2011 - Under a Frozen Sun
- 2015 - Ascension Lost
- 2021 - A Dying Wish
- 2023 - Hail The Abyss

### Demo
- 2005 – Perishness Around Us (diffuso tramite download digitale nel 2016)[3]